# Джек Ненс
Джек Ненс (англ. Jack Nance; 21 грудня 1943 — 30 грудня 1996) — американський актор.

## Біографія
Джек Ненс народився 21 грудня 1943 року в Бостоні, штат Массачусетс в ірландській сім'ї. Батьки Гойт та Агнес, брат Річард. Навчався в школі South Oak Cliff High School в Далласі, потім у Північному Університеті штату Техас, у Дентоні. Разом з групою дитячого театру він виступав по всій країні. Вісім років виступав у театрі American Conservatory Theater у Сан-Франциско. На початку 1970-х зустрівся з Девідом Лінчем у Філадельфії, і той вирішив зняти Джека у фільмі «Голова-гумка» (1977). За роботу у фільмі він отримував 25 доларів на тиждень. Джек Ненс знімався у всіх фільмах Девіда Лінча, крім фільму «Людина-слон».
Джек Ненс вперше одружився 20 квітня 1968 року на Кетрін Коулсон, у 1976 році вони розлучилися. 21 червня 1991 року одружився з Келлі Джин Ван Дайк, 17 листопада 1991 року вона скоїла самогубство.
31 грудня 1996 Джек був знайдений мертвим у власному будинку. Незадовго до цього Джек Ненс, вийшовши з бару, був побитий у нічному парку двома невідомими. Смерть актора стала наслідком цього побиття.

## Фільмографія
| Рік       |    | Українська назва                   | Оригінальна назва             | Роль                        |
| --------- | -- | ---------------------------------- | ----------------------------- | --------------------------- |
| 1970      | ф  | Дурні                              | Fools                         | хіппі                       |
| 1971      | ф  | Стрибок                            | Jump                          | Ейс                         |
| 1977      | ф  | Голова-гумка                       | Eraserhead                    | Генрі Спенсер               |
| 1977      | ф  | Порушник                           | Breaker! Breaker!             | Бертон                      |
| 1982      | ф  | Геммет                             | Hammett                       | Гері Салт                   |
| 1984      | ф  | Гобліни                            | Ghoulies                      | Вольфганг                   |
| 1984      | ф  | Заваруха в місті                   | City Heat                     | Арам Стросселл, бухгалтер   |
| 1984      | ф  | Дюна                               | Dune                          | Нефуд                       |
| 1984      | ф  | Небезпечний Джонні                 | Johnny Dangerously            | священик                    |
| 1984      | кф | Вихідні                            | Weekend                       |                             |
| 1986      | ф  | Синій оксамит                      | Blue Velvet                   | Пол                         |
| 1987      | ф  | П'янь                              | Barfly                        | детектив                    |
| 1987      | с  | Кримінальна історія                | Crime Story                   | Чарлі Грін                  |
| 1988      | тф | Французи очима ...                 | Les Francais vus par          | Піт                         |
| 1988      | тф | Професійні хитрощі                 | Tricks of the Trade           | Аль                         |
| 1988      | ф  | Кольори                            | Colors                        | офіцер Семюелс              |
| 1988      | ф  | Крапля                             | The Blob                      | доктор                      |
| 1990      | ф  | Дикі серцем                        | Wild at Heart                 | 00 Спул                     |
| 1990      | ф  | Гаряче містечко                    | The Hot Spot                  | Джуліан Ворд                |
| 1990—1991 | с  | Твін Пікс                          | Twin Peaks                    | Піт Мартелл                 |
| 1991      | ф  | Повія                              | Whore                         | чоловік, який допомагає Ліз |
| 1991      | ф  | Моторама                           | Motorama                      | клерк                       |
| 1992      | ф  | Фрикадельки 4                      | Meatballs 4                   | Ніл Петерсон                |
| 1992      | ф  | Твін Пікс: вогонь, іди зі мною     | Twin Peaks: Fire Walk with Me | Піт Мартелл                 |
| 1994      | ф  | Любов і кольт 45-го калібру        | Love and a .45                | суддя Турман                |
| 1994      | тф | Встигнути до опівночі: Продовження | Another Midnight Run          | Рейлі                       |
| 1995      | с  | Моє так зване життя                | My So-Called Life             | Воррен                      |
| 1995      | с  | Ідеальні злочини                   | Fallen Angels                 | шериф                       |
| 1995      | ф  | Руйнівниця                         | The Demolitionist             | Маккензі                    |
| 1995      | ф  | По той бік Місяця                  | Across the Moon               | старий ковбой               |
| 1995      | ф  | Вуду                               | Voodoo                        | Льюїс                       |
| 1996      | ф  | Клуб шпигунів                      | The Secret Agent Club         | Док                         |
| 1996      | тф | Заколот у космосі                  | Assault on Dome 4             | Меллоу                      |
| 1996      | ф  | Маленькі відьми                    | Little Witches                | Майкл                       |
| 1997      | ф  | Загублене шосе                     | Lost Highway                  | Філ                         |
| 2017      | с  | Твін Пікс: Повернення              | Twin Peaks: The Return        | Піт Мартелл                 |